# Hierarchical Storage Management
Pour les articles homonymes, voir HSM.

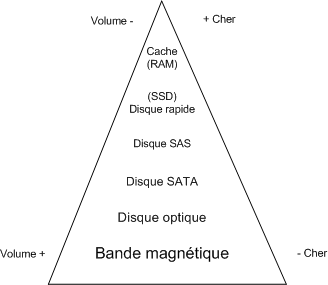
Hiérarchie du Stockage

Hierarchical Storage Management (HSM), ou la gestion hiérarchique du stockage, désigne un système permettant le stockage de données de façon hiérarchique. Ce terme est rencontré principalement en informatique.
En fonction de différents critères (importance des données, rapidité d'accès nécessaire, etc.), les données sont réparties vers différents supports (bande magnétique, disque dur, mémoire vive, etc.) Le système gérant l'intégralité de ce type de fonctionnement transfère les données en fonction des critères établis (liés à une contrainte de coûts du stockage par exemple).

## Hiérarchie de stockage
| Type             | Coût au Go  | Volume         | Débit       | Fréquence d'utilisation |
| ---------------- | ----------- | -------------- | ----------- | ----------------------- |
| RAM              | élevé       | faible         | élevé       | très élevée             |
| SSD              | élevé       | limité         | élevé       | élevée                  |
| Disque SAS       | moyen       | moyen          | assez élevé | élevée                  |
| Disque SATA      | faible      | important      | moyen       | moyenne                 |
| Disque optique   | faible      | très important | moyen       | faible                  |
| Bande magnétique | très faible | très important | faible      | très faible             |

Le système de HSM se charge de gérer les déplacements de données entre les différentes classes de stockage, en pratique essentiellement entre disque dur et bande magnétique. Ce système est basé sur des règles qui indiquent les critères d'éligibilité d'un fichier pour passer d'un type de stockage à un autre (fichier non accédé depuis plus de deux mois, sauf si c'est un exécutable par exemple). Il peut permettre aussi d'optimiser le temps d'accès aux données (déplacement d'une base très accédée sur disque SSD par exemple).